# Jim Härtull
Jim Härtull (11 marzo 1990) è un ex combinatista nordico finlandese.

## Biografia
Härtull, residente a Lahti, ha esordito in Coppa del Mondo il 29 novembre 2008 a Kuusamo (57º) e ai Campionati mondiali a Liberec 2009, dove si è classificato 51º nel trampolino normale e 8º nella gara a squadre dal trampolino lungo. Nelle successive rassegne iridate di Oslo 2011 e Val di Fiemme 2013 ha gareggiato rispettivamente nel trampolino lungo (51º) e nel trampolino normale (50º), mentre ai Mondiali di Falun 2015 è stato 29º nel trampolino normale, 27º nel trampolino lungo, 9º nella gara a squadre dal trampolino normale e 4º nella sprint a squadre dal trampolino lungo.

## Palmarès

### Coppa del Mondo
- Miglior piazzamento in classifica generale: 49º nel 2012